# Myxine kuoi
Myxine kuoi – gatunek bezszczękowca z rodziny śluzicowatych (Myxinidae). 

## Zasięg występowania
Zach. Pacyfik, okolice Tajwanu.

## Cechy morfologiczne
Samice osiągają max. 41,0 cm długości całkowitej, samce zaś 18,7 cm.
Posiada 6 par worków skrzelowych.

## Biologia i ekologia
Występuje na głębokości ok. 595  m.